# Яхимович, Рафал
Ра́фал Яхимо́вич (Раполас Якимавичюс, бел. Рафал Яхімовіч; пол. Rafał Jachimowicz; лит. Rapolas Jakimavičius; 20 октября 1893, Вильно — 19 февраля 1961, там же) — литовский и белорусский художник и скульптор.

## Биография
В 1913—1914 годах учился в рисовальной школе И. П. Трутнева, в 1915—1919 годах занимался в студии скульптуры Антония Вивульского, затем в 1919—1922 и 1923—1926 годах обучался на отделении изящных искусств Университета Стефана Батория (у Болеслава Балзукевича).
В 1922—1923 годах учился в Академии художеств в Кракове (у Константы Лящки). Совершенствовался в Париже (1925) и Италии (1927).
В 1915—1919 годах преподавал в виленском ремесленном училище. После Второй мировой войны работал преподавателем в Вильнюсском художественном институте (1944—1961), с 1947 года доцент.

## Творчество
С 1916 года активно участвовал в выставках. Создал скульптурные композиции «Смерть Икара» (1919), «Кариатида» (1922), « Бой с кентавром» (1925). Автор скульптурных портретов Владислава Сырокомли (1930), Тадеуша Врублевского (1930), Пятраса Вайчюнаса (1931), Винцаса Креве (1941), Эугении Тауткайте (1960).
В 1930 году в вильнюсском костёле Святого Николая был установлен бюст великого князя литовского Витовта (бронза), созданный Яхимовичем. Принимал участие в создании памятника 1200 гвардейцам в Калининграде (1945). В Вильнюсе был установлен памятник актёру и дирижёру Борисасу Даугуветису с бюстом работы Яхимовича (1960).
Автор нескольких надгробных памятников на кладбище Расу (Тадеушу Врублевскому, 1930, и другим). Создал несколько статуй для костёлов Вильнюса. В вильнюсском Кафедральном соборе Святого епископа Станислава и Святого Владислава установлен бюст Йонаса Басанавичюса (1943).